# Enric Ernest de Stolberg-Wernigerode
Enric Ernest de Stolberg-Wernigerode - Heinrich Ernst von Stolberg-Wernigerode (alemany) - (Schwarza, Alemanya, 20 de juliol de 1593 - Ilsenburg, 4 d'abril de 1672) fou un noble alemany, fill del comte Cristòfol de Stolberg-Wernigerode (1567-1638) i d'Hedwing de Regenstein-Blankenburg (1572-1634). El 2 de maig de 1649 es va casar a Quedlingburg amb la seva reneboda Anna Elisabet de Stolberg-Wernigerode (1624-1668), filla d'Enric Volrad (1590-1641) i de Margarida de Solms Laubach (1604-1648). D'aquest matrimoni en nasqueren:
- Ernest (1650-1710), casat amb Sofia Dorotea de Schwarzburg (1647-1708).
- Anna Elionor (1651-1690), casada amb Emmanuel d'Anhalt-Khothen (1631-1670).
- Lluís Cristià (1652-1710), casat primer amb Sofia Dorotea de Wurtemberg -Neuenstadt (1658-1681), i després amb Cristina de Mecklenburg-Gustrow (1663-1749).